# Lepidosperma australe
Lepidosperma australe är en halvgräsart som först beskrevs av Achille Richard, och fick sitt nu gällande namn av Joseph Dalton Hooker. Lepidosperma australe ingår i släktet Lepidosperma och familjen halvgräs. Inga underarter finns listade i Catalogue of Life.